# Je chante
Pour plus de détails, voir Fiche technique et Distribution.
Je chante est un film musical français, réalisé par Christian Stengel avec Charles Trenet, sorti en 1938.
Le chanteur y interprète Je chante, Ah ! Dis, ah ! Dis, ah ! Bonjour, La Vie qui va, Quand j'étais p'tit… Je vous aimais, Les Oiseaux de Paris.

## Synopsis
Le démon du jeu a conduit le directeur d’un luxueux collège de jeunes filles à jouer les chèques règlant les pensions des élèves. Il sort du casino ruiné. Les domestiques du collège réclament leurs gages, les fournisseurs leurs factures impayées et les professeurs refusent de travailler. Le directeur envisage d'emprunter en mettant une hypothèque sur le collège, sans se douter qu'il s'agit d'une combine louche montée dans un café. Charles (Charles Trenet, bien sûr), le neveu du directeur, arrive avec sa joie de vivre et sa passion pour les chansons. Il bouleverse l'organisation, congédie les domestiques en leur cédant le prix de sa chanson, à toucher chez l'éditeur de musique. Les tâches ménagères sont transformées en enseignement ménager pour jeunes filles et sont exécutées par les éléves tandis que ce nouvel enseignement est facturé à leurs parents, et confié à des professeurs reconvertis. Mais les problèmes risquent de revenir, avec le montage du prêt et l'inspection d'académie.

## Fiche technique
- Titre : Je chante
- Réalisation : Christian Stengel, assisté de Louis Chavance
- Scénario : Christian Stengel, René Wheeler
- Photographie : Christian Matras
- Musique : Charles Trenet
- Production : René Wheeler
- Pays :  France
- Format :  Noir et blanc - 1,37:1 - 35 mm - son mono
- Genre : Film musical et Comédie
- Durée : 88 minutes
- Tournage : les scènes du pensionnat de jeunes filles ont été tournées au Château de Champlâtreux
- Dates de sortie :
  - France : 30 novembre 1938

## Distribution
- Charles Trenet : Charles
- Félix Oudart : Roy de la Barre
- Janine Darcey : Denise
- Jean Tissier : l'éditeur
- Margo Lion : Mathilde
- Claire Monis : Clarita
- Nina Sinclair : Nicole
- Alfred Adam : Adam
- Yves Deniaud : le boucher
- Georges Bever : l'employé du gaz
- Julien Carette : Julien Lorette
- Hugues de Bagratide : le Danois
- Robert Moor : Béranger
- Jacques Tarride : le patron du café
- Albert Michel : le laitier
- Jean-François Martial : le baron
- Made Siamé : la surveillante
- Robert Seller : l'inspecteur
- Sylvain Itkine : un courtier
- Émile Riandreys : un domestique
- Philippe Olive : un domestique
- Raymond Rognoni : le concierge
- Nadine Picard : Mlle Valle
- Jacques Berger (non crédité)
- Micheline Presle (non créditée)